# Gabrovská oblast
Gabrovská oblast je jedna z oblastí Bulharska. Leží na centrálním severu země a jejím hlavním městem je Gabrovo.
Oblast hraničí na severovýchodě s Velikotarnovskou oblastí, na západě s Lovečskou oblastí a na jihu s Starozagorskou oblastí.

## Obštiny
Oblast se administrativně dělí na 4 obštiny.

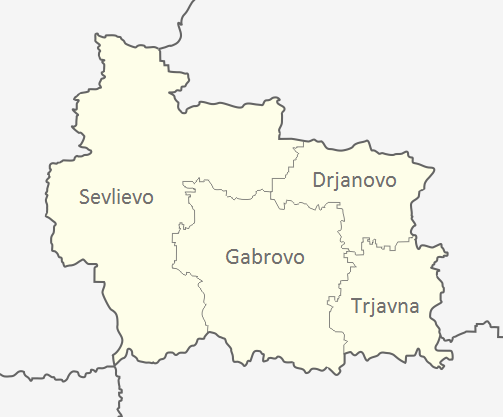
Gabrovská oblast

| Obština - Drjanovo - Gabrovo - Sevlievo - Trjavna | Sídlo - Drjanovo - Gabrovo - Sevlievo - Trjavna |

## Města
Správním střediskem oblasti je Gabrovo. Kromě sídelních měst jednotlivých obštin se zde nachází město Plačkovci.

## Obyvatelstvo
V oblasti žije 115 674 obyvatel a je zde trvale hlášeno 121 971 obyvatel. Podle sčítáni 7. září 2021 bylo národnostní složení následující:
- Bulhaři: 89 394 (93.5 %)
- Turci: 4 723 (4.9 %)
- Romové: 792 (0.8 %)
- ostatní: 735 (0.8 %)